# Émile Jaques-Dalcroze
Émile Jaques-Dalcroze (n. 6 iulie 1865 la Viena, Austria, d. 1 iulie 1950) a fost un compozitor austriac.
În 1875 familia lui s-a mutat la Geneva, Elveția, unde Émile a terminat școala și a început să studieze muzica. A plecat la Paris unde a studiat cu Léo Delibes, apoi înapoi la Viena unde a fost studentul lui Anton Bruckner. Pe durata acelor ani a dovedit un neobișnuit talent pentru compoziție și a scris în mod prolific. El a început să își construiască reputația de compozitor cu orchestra lui de la Hugo de Senger's Humoresque în 1891 și în special la La Veillée. Premiera operei comice Sancho în 1897, a fost bine primită de către criticii internaționali ca un important eveniment.
În tot acest timp Jaques-Dalcroze a mai scris melodii care au devenit foarte îndrăgite în Franța și Elveția. În 1892 a fost numit profesor de armonie la Conservatorul din Geneva și, puțin câte puțin, pedagogia a fost pe prim plan.
1. 1 2 3  Autoritatea BnF, accesat în 10 octombrie 2015
2. 1 2  Emile Jaques-Dalcroze, International Music Score Library Project, accesat în 9 octombrie 2017
3. 1 2  Émile Jaques-Dalcroze, Theaterlexikon der Schweiz[*]
4. 1 2  „Émile Jaques-Dalcroze”, Gemeinsame Normdatei, accesat în 27 aprilie 2014
5. ↑  Émile Jaques-Dalcroze, Brockhaus Enzyklopädie, accesat în 9 octombrie 2017
6. ↑  „Émile Jaques-Dalcroze”, Gemeinsame Normdatei, accesat în 13 decembrie 2014
7. 1 2  Archivio Storico Ricordi, accesat în 3 decembrie 2020
8. 1 2  Жак-Далькроз Эмиль, Marea Enciclopedie Sovietică (1969–1978)[*]
9. ↑  Жак-Далькроз Эмиль, Marea Enciclopedie Sovietică (1969–1978)[*]
10. ↑  „Émile Jaques-Dalcroze”, Gemeinsame Normdatei, accesat în 31 decembrie 2014
11. ↑  Histoire et Guide des cimetières genevois[*] Verificați valoarea |titlelink= (ajutor)
12. ↑  Journal officiel de la République française. Document administratif, 26 aprilie 1947, p. 3942